# Conrad Schenkel
Conrad Schenkel (* 18. Juni 1834 in Elsau; † 2. April 1917 im Schloss Wellenberg) war ein Schweizer Landwirt und Kommunalpolitiker.

## Leben und Werk
Conrad Schenkel heiratete 1863 Anna Regula Weidmann. Von 1866 bis 1877 war er Gemeindepräsident von Elsau. Anfang der 1870er-Jahre begann er in Räterschen, gemeinsam mit seinen Nachbarn Guano-Dünger aus Südamerika zu importieren. Dieses Geschäft verfolgt er mit der 1874 gründeten landwirtschaftlichen Vereins Elsau weiter. 1881 war er Mitgründer des landwirtschaftlichen Bezirksvereins Winterthur (LV Winterthur), dessen Gründung durch den Pfarrer Wilfried Spinner angeregt wurde. 1886 wurde Schenkel zum ersten Präsidenten vom Verband ostschweizerischer landwirtschaftlicher Genossenschaften (VOLG), ab 1902 bis 1909 war er noch in dessen Vorstand. Von 1897 bis 1901 war er im leitenden Ausschuss des Schweizerischen Bauernverbands.
Sein Neffe war der Physiker und Politiker Hans Schenkel.

## Nachweise, Literatur, Weblinks
- Reto Weiss: Conrad Schenkel. In: Historisches Lexikon der Schweiz.
- Peter Moser: Conrad Schenkel. In: Archiv für Agrargeschichte.

| Personendaten    | Personendaten                    |
| ---------------- | -------------------------------- |
| NAME             | Schenkel, Conrad                 |
| KURZBESCHREIBUNG | Schweizer Landwirt und Politiker |
| GEBURTSDATUM     | 18. Juni 1834                    |
| GEBURTSORT       | Elsau                            |
| STERBEDATUM      | 2. April 1917                    |
| STERBEORT        | Schloss Wellenberg               |